# Tumor venéreo transmisible
El tumor venéreo transmisible (TVT), también llamado sarcoma de Sticker, es un tipo de cáncer que se desarrolla en los perros en el área genital, tanto en machos como en hembras. Tiene la particularidad de que se transmite de un animal a otro durante la cópula, siendo por lo tanto uno de los pocos ejemplos de cáncer transmisible, como la enfermedad de tumores faciales del demonio de Tasmania.

## Etiología
La enfermedad es causada por células neoplásicas. El contagio ocurre por trasplante espontáneo, debido a rascado, mordedura o lamido de los genitales afectados. La implantación del tumor se ve facilitada por la presencia de cualquier lesión en las mucosas.
El tumor aparece generalmente entre 15 y 60 días después del contacto y tiende a crecer lentamente, puede diseminarse a distancia (metástasis), si bien ello solo ocurre en alrededor del 10% de los casos.

## Tratamiento
El tratamiento de la afección se basa en la quimioterapia con vincristina o la cirugía, aunque con esta última se producen frecuentes recidivas.